# 하얀 악마

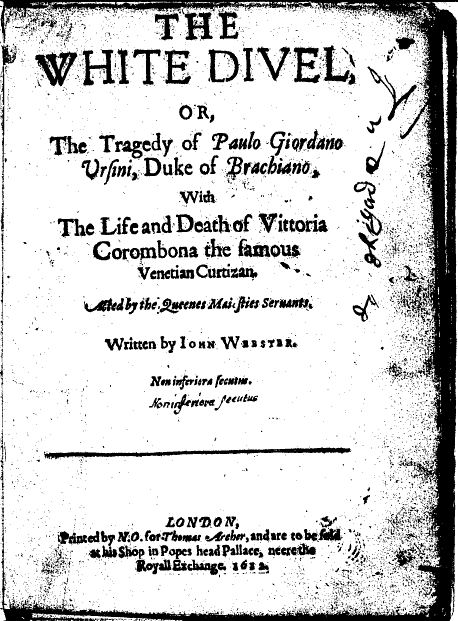

하얀 악마(The White Devil, 원제: The White Divel; or, The Tragedy of Paulo Giordano Ursini, Duke of Brachiano. With The Life and Death of Vittoria Corombona the famous Venetian Curtizan)는 자코비언 시대를 대표하는 존 웹스터의 대표작이다. 이탈리아 궁정 사회에서 실제로 벌어진 비극적인 사건을 다룬다. 비토리아는 비정함과 대담함으로 거침없이 금지된 사랑과 권력을 좇는다. 치명적인 아름다움과 악마적인 잔인함으로 이탈리아 궁정 남자들을 쥐락펴락하던 비토리아는 죄의 대가로 비참하게 죽는다. 치명적인 아름다움 속에 죄악이 깃든 ‘하얀 악마’ 비토리아는 셰익스피어의 이야고처럼 ‘악’으로 강렬한 인상을 남긴다. 자코비언 시대를 대표하는 극작가 존 웹스터가 이탈리아 실화를 소재로 쓴 비극 작품이다.

## 내용
내연 관계이던 비토리아와 브라치아노 공작은 각자의 배우자를 살해한 뒤 파두아로 도피해 결혼식을 올린다. 이에 추기경과 유력 귀족 가문이 살해된 친족의 복수를 위해 두 사람을 쫓는다. 결국 브라치아노 공작과 비토리아 모두 죽게 되었고, 브라치아노의 비서이자 비토리아의 친동생이었던 플라미니오 역시 둘의 불륜에 일조했다는 이유로 죽임을 당했다. 웹스터는 이 사건의 정황이 담긴 여러 기록을 참고해 비극 ＜하얀 악마＞를 완성했다.
＜하얀 악마＞가 지칭하는 것은 비토리아다. 화려한 언변, 아름다운 외모, 정치적인 수완을 모두 갖췄지만 죄악을 저지르는 데 주저함이 없고 비정한 악마의 면모도 보여 주는 비토리아는 셰익스피어의 이야고처럼 극의 갈등을 주도하는 주인공이다. 가문의 한계와 여성이라는 태생적인 약점을 극복하고 비토리아는 이탈리아 궁정의 최고 권력자 공작을 쥐락펴락하며 사랑은 물론 부와 권력까지 쟁취한다. 일련의 살인 사건과 브라치아노 공작과의 불륜에 대한 책임을 묻는 재판이 열리지만, 재판에 참석한 귀족들과 재판장의 권위 앞에서도 그녀는 주눅 드는 법이 없다. 떳떳함을 주장하는 그녀의 기백에 오히려 배심원단과 재판장이 제압당하는 분위기다. 이처럼 웹스터는 비토리아를 고결하면서도 악마적인 모순된 인간상의 전형으로 그려냈다. 전통적인 여성상에는 완전히 배치되는 그녀의 등장으로 영국 르네상스 드라마에서 가장 주목할 만한 여성 캐릭터가 탄생했다.
여기에 더불어 웹스터는 플라미니오란 인물을 통해 영국 귀족 사회의 한계를 꼬집는다. 한미한 귀족 가문 출신이던 플라미니오는 누이 비토리아를 통해 권력의 중심을 향해 나아간다. 작품 전체를 통틀어 단연 최고의 사상가인 플라미니오는 능력에도 불구하고 신분 때문에 출세가 막힌 자신의 처지를 비관하며 영국 사회의 부조리를 날카롭게 비판한다. 출세를 위해 온갖 범죄와 심지어 살인도 마다하지 않는 플라미니오에게 웹스터는 계속해서 가장 철학적인 대사들을 부여한다. 끝을 모르는 악행의 대가로 고통스럽게 죽어 가면서 “죽음을 통해 모든 고통을 끝낼 망각의 상태를 찾아야 한다”고 외치는 플라미니오는 유난히도 추악했던 실화 사건 이면의 보편적인 진리를 전한다. 이 작품이 웹스터의 가장 중요한 작품이자 셰익스피어 이후 대중 극장에서 공연되었던 가장 훌륭한 복수 비극의 하나로 인정받는 이유다.